# 薩比剛果麗魚
薩比剛果麗魚，為輻鰭魚綱鱸形目隆頭魚亞目慈鯛科的其中一種，分布於非洲剛果河上游及加彭的淡水流域，體長可達5.3公分，棲息在底中層水域，生活習性不明。